# Brian van Loo
Brian van Loo est un footballeur néerlandais, né le 2 avril 1975 à Almelo aux Pays-Bas. Il évolue comme gardien de but.

## Palmarès
Heracles Almelo
- Eerste divisie (D2)
  - Champion (1) : 2005